# Heinz Nixdorf
Heinz Nixdorf (Paderborn, 9 aprile 1925 – Hannover, 17 marzo 1986) è stato un informatico e imprenditore tedesco che, nel 1952 a 27 anni di età indigente studente di fisica, fonda l'azienda che più tardi diventerà la Nixdorf AG, simbolo tra gli altri della Wirtschaftswunder tedesca.

## Biografia
Nixdorf fu il primogenito di cinque figli di Walter Nixdorf (1901-1944) e della moglie Änne (nata Ströhmeier 1901-1992), nato a Paderborn. Il padre era originario di Torgau in Sassonia. La famiglia si trasferì via da Paderborn appena nato Heinz, per poi ritornarvi nel 1931. In quell'anno, a sei anni, iniziò le elementari in una Volksschule cattolica. Mostrò fin da subito interesse per le scienze.
Il padre era agente di commercio e dal 1939 divenne dipendente della Deutsche Reichsbahn. Data la precarietà di lavoro del padre, nell'infanzia Nixdorf subì deprivazioni materiali.
()
Il primo stipendio Nixdorf lo ebbe nel 1939 al 1942 frequentando il Lehrerbildungsanstalt a Vallendar presso Coblenza, poi a Boppard am Rhein e a Alfeld (Leine). Nixdorf non voleva però diventare insegnante. Nixdorf ottenne poi un impiego al Kultusministerium di Berlino. Nel 1941 ottenne l'autorizzazione a frequentare il Reismann-Gymnasium di Paderborn. Nel 1943 divenne Reichsarbeitsdienst e venne inviato alla Luftwaffenschule di Ith presso Weserbergland. Il 1° giugno 1943 divenne membro del NSDAP e retroattivamente registrato il 20 aprile (numero di registrazione 9.595.797). Nixdorf mostrò talento nello sport prendendo la licenza di volo a vela. La scuola di volo venne chiusa nel 1944, Nixdorf entrò a farparte della Panzer-Division Hermann Göring. Alla fine della guerra divenne prigioniero nel campo del Protettorato di Boemia e Moravia fino al maggio 1945, quando ritornò a Paderborn. Il padre Walter morì sul fronte orientale nel 1944. Come maggiore dei figli, Heinz lavorò come contadino mantenendo madre e fratelli. Nel 1947 prese la maturità al Reismann-Gymnasium.
Come studente lavoratore Nixdorf dal 1947 frequentò la Johann-Wolfgang-Goethe-Universität Frankfurt am Main in fisica. Nel 1951 entrò a far parte della divisione tedescadella società americana Remington Rand Corp. come studente lavoratore, qui apprese i rudimenti del calcolo meccanico. Nixdorf conobbe qui il fisico Walter Sprick e ne divenne il coadiutore. Con l'abbandono di Sprick, la società Remington lasciò i suoi studi e sviluppi, e Nixdorf li sviluppò ulteriormente. Nixdorf sviluppò un sistema di calcolo a tubi termoionici e il moltiplicatore lettronico.

## Imprenditore

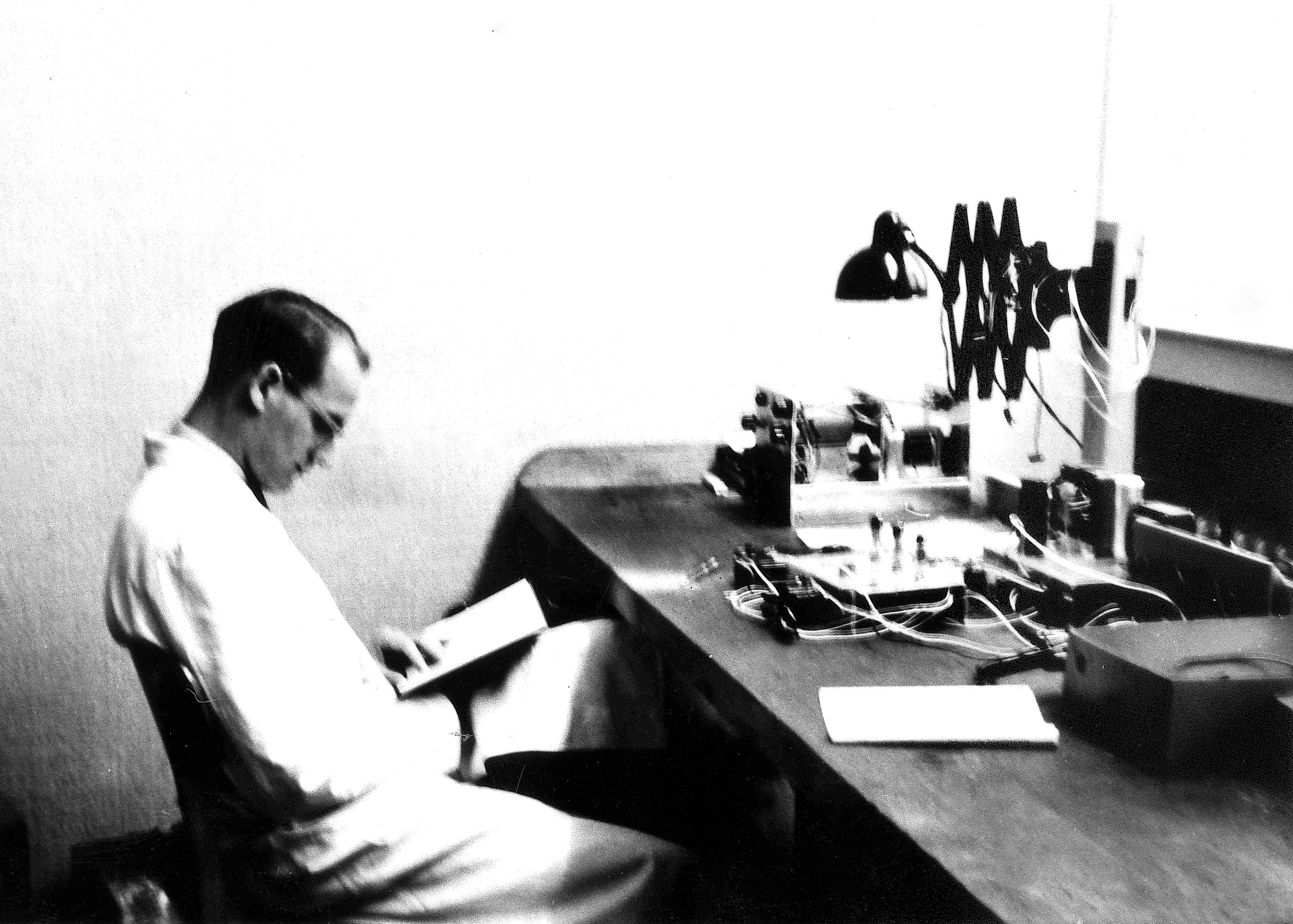
Heinz Nixdorf in seinem Labor für Impulstechnik nella cantina dell'amministrazione della RWE di Essen nel 1952

Nixdorf progettò il suo primo calcolatore con le valvole termoioniche. All'epoca i calcolatori utilizzavano le schede perforate e ricevette incarico dalla RWE (Rheinisch-Westfälische Elektrizitätswerk AG) di Essen di ripensare il sistema con calcolatori a tubi a vuoto. Ricevette 30.000 marchi dalla RWE (per 50.000 marchi all'epoca si poteva comprare una casa a schiera), tuttavia dovette dividere la cifra con Walter Sprick. Nixdorf si lureò il semestre successivo in fisica. Con il capitale ottenuto, nell'anno 1952 fonda il Heinz Nixdorf Labor für Impulstechnik (LFI) a Essen, creato nello scantinato degli uffici amministrativi della RWE.

## Konrad Zuse e Heinz Nixdorf

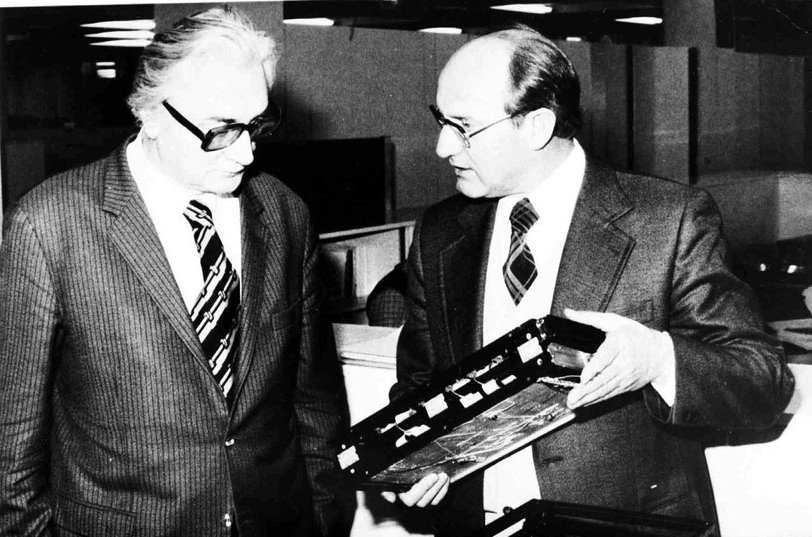
Konrad Zuse con Heinz Nixdorf a Paderborner nel 1984.

Konrad Zuse fu ospite più volte a Paderborn da Nixdorf. I due pionieri dell'informatica si rispettavano a vicenda. I computer di Zuse erano impiegati per scopi scientifici. Il 15 enne Nixdorf iniziò a comprendere l'importanza del settore calcolatori ma in ambito commerciale. Una cooperazione tra le aziende fu pensata per utilizzare il software Zuse sulle calcolatrici Nixdorf non fu mai realizzato, mentre a Nixdorf, Zuse desiderava la produzione di sue apparecchiature della Zuse KG.

## Iniziative regionali
Nixdorf, che guidava una NSU Ro 80 con motore Wankel, sosteneva sempre leattività imprenditoriali e scientifiche del land di Paderborn. Sviluppò l'aeroporto di Gütersloh. Seguirà l'aeroporto Paderborn/Lippstadt.

## Onorificenze

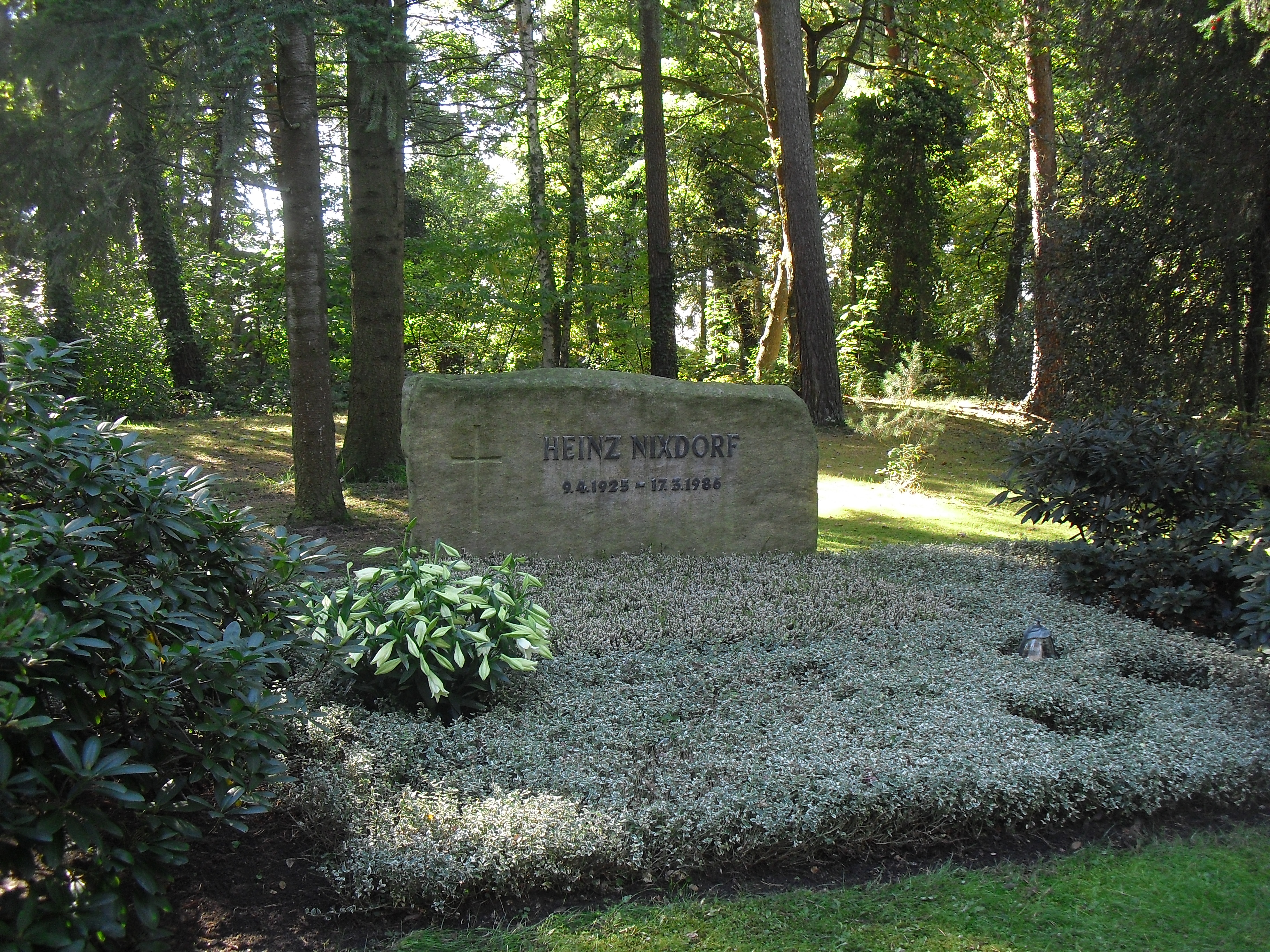
Tomba di Heinz Nixdorf al Waldfriedhof Schloß Neuhaus (Paderborn)

Il 24 giugno 1981 diventa senatore emerito della Universität Karlsruhe. Nel 1983 vien premiato dalla Ludwig-Erhard-Stiftung con la Ludwig-Erhard-Medaille per meriti sociali.
Nel 1985 Nixdorf viene nominato dalla rivista Industriemagazin manager dell'anno. Nello stesso anno riceve la Konrad-Zuse-Medaille für Verdienste um die Informatik im Bauwesen.
La Heinz-Nixdorf-Realschule di Büren (Vestfalia) e la Heinz-Nixdorf-Berufskolleg di Essen portano il suo nome.
Nel 2024 l'aeroporto di Paderborn/Lippstadt prende il nome Nixdorf.

## Heinz-Nixdorf-Stiftung e Stiftung Westfalen
Nixdorf lasciò nel suo testamento la volontà di creare le fondazioni Stiftung Westfalen e la Heinz-Nixdorf-Stiftung. Dal 1991 entrambe le fondazioni detenevano il 74% della Nixdorf Computer AG.
Per anni Gerhard Schmidt, membro dal 1969 al 1989 del consiglio di amministrazione della Nixdorf Computer AG. Alle fondazioni appartengono l'Heinz Nixdorf Institut (HNI) e il Heinz Nixdorf MuseumsForum (HNF) a Paderborn. Entrambi gli istituti sono presenti nell'ex sede della società. Della fondazione fanno parte i programmi Heinz Nixdorf Stipendienprogramm zur Förderung der Asien-Pazifik Erfahrung, Deutsche Kinder- und Jugendstiftung, Studienkompass, Deutsche Zukunftspreis des Bundespräsidenten, Ludwig-Erhard-Stiftung, Aktionsgemeinschaft Soziale Marktwirtschaft, Konvent für Deutschland e Ahorn-Sportpark.
Dal 1960 fu sposato con Renate Ring (1935–2022) dalla quale ebbe tre figli. Il figlio Martin Nixdorf, presidente della Heinz-Nixdorf-Stiftung e della Stiftung Westfalen.
Heinz Nixdorf muore a 60 anni d'età il 17 marzo 1986 durante il Cebit, causa un infarto miocardico.